# Coreea de Sud
Coreea de Sud, oficial Republica Coreea (în coreeană 대한민국 Daehan-minguk) este o țară din Asia de Est, care ocupă partea sudică a Peninsulei Coreene. Numită „Țara dimineților liniștite”, ea are capitala la Seul, un oraș care este a doua metropolă din lume ca mărime și un important oraș pe plan mondial. Coreea de Sud se învecinează la nord cu Coreea de Nord și este înconjurată de Marea Japoniei la est, Marea Galbenă la vest, iar Strâmtoarea Coreei o desparte de Japonia.

## Istorie
Teritoriul peninsulei a fost populat încă din cele mai vechi timpuri. Choson este primul stat coreean fondat în sec. 4 î. Hr. în nordul peninsulei, dar este cucerit temporar în anul 108 î. Hr. de Imperiul Chinez. Din secolul 1 .î. Hr., apar regatele Silla (în SE), Baekje (în jumătatea apuseană a peninsulei) și Koguryo (în nord), ce se vor lupta între sec. 5-7 pentru supremație, până în 675, când peninsula este reunificată sub controlul Silla. Începând cu secolul 4, se răspândește Budismul, original din India, ce va pătrunde aici din China, și devine religia oficială a Regatului Silla, în anul 528. În anul 918 ia ființă Regatul Goryeo, condus de dinastia Goryeo, care a continuat să existe până la invazia mongolilor din anul 1258. După alungarea mongolilor în a doua jumătate a sec. 14, generalul Yi Song-Gye a instaurat dinastia Yi, fondatoarea noului stat coreean Joseon. În secolul al XVII-lea statul a intrat in sfera de influență a dinastiei chineze Qing, de origine manciuriană. Ulterior, peninsula s-a izolat tot mai mult de lumea externă. 

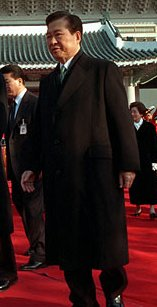
Kim Dae-Jung

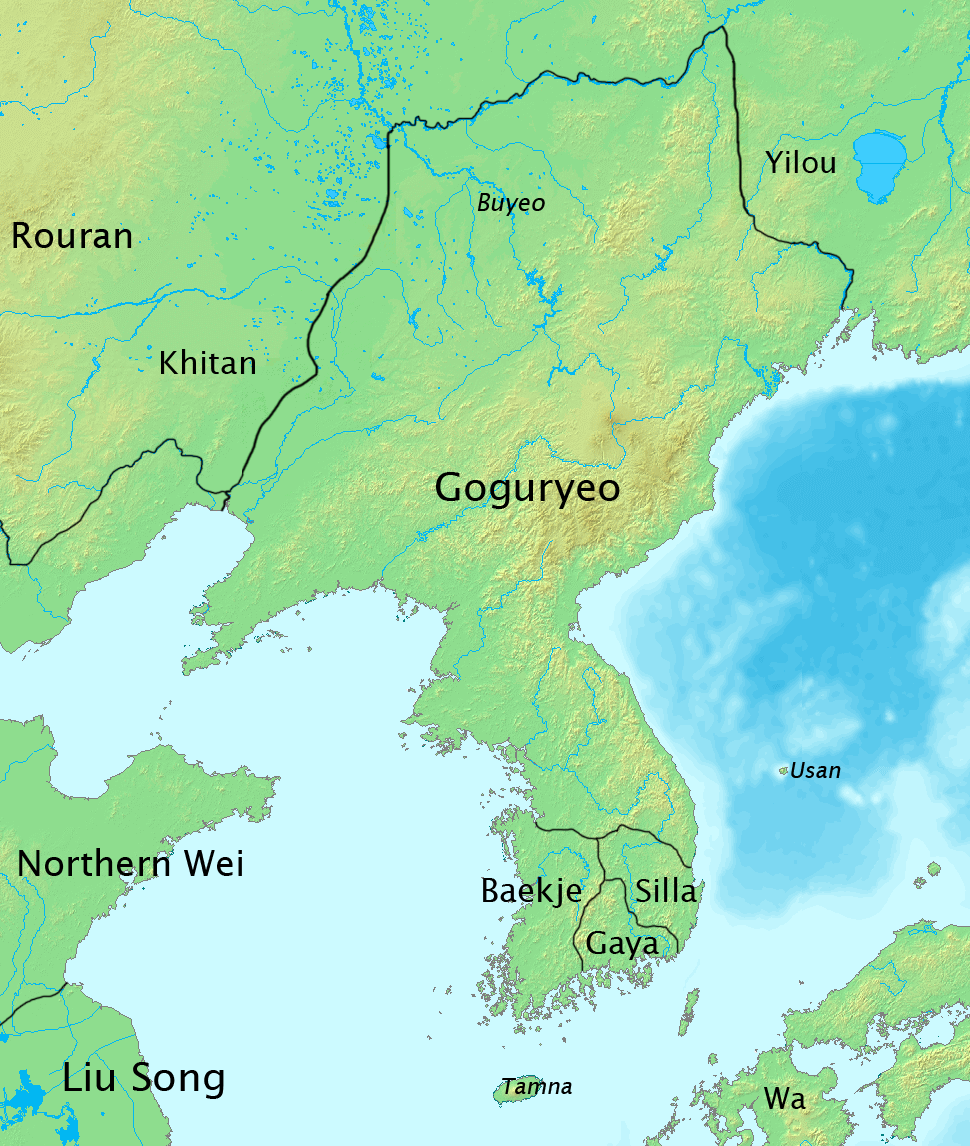
Harta Coreei în anul 476 d.C.

În anul 1895, prin Tratatul de la Shimonoseki se instaureză protectoratul Japoniei, iar în 1910 Coreea este anexată de aceasta. După cel de-al Doilea Război Mondial, odată cu înfrângerea Japoniei, nordul Coreei este controlat de armata rusă în august 1945, în timp ce sudul este controlat de americani. Prin Constituția de la 17 iulie 1948 se proclamă Republica Coreea, iar la 15 august, același an, este alcătuit primul guvern de către președintele Li Sang Man. Independența țării a fost recunoscută de ONU la 12 decembrie 1948. Pe data de 25 iunie 1950 Coreea de Nord invadează Coreea de Sud, astfel izbucnind Războiul coreean, care încetează în urma armistițiului de la Panmunjon din 27 iulie 1953.
În ciuda acestor conflicte dintre Coreea de Nord și Coreea de Sud, țara a devenit tot mai activă pe plan internațional. În 1990 se stabilesc relații diplomatice cu URSS, iar în 1991 Republica Coreea devine membru al ONU. În decembrie 2000, președintele Kim Dae Jung primește Premiul Nobel pentru Pace.

## Geografie

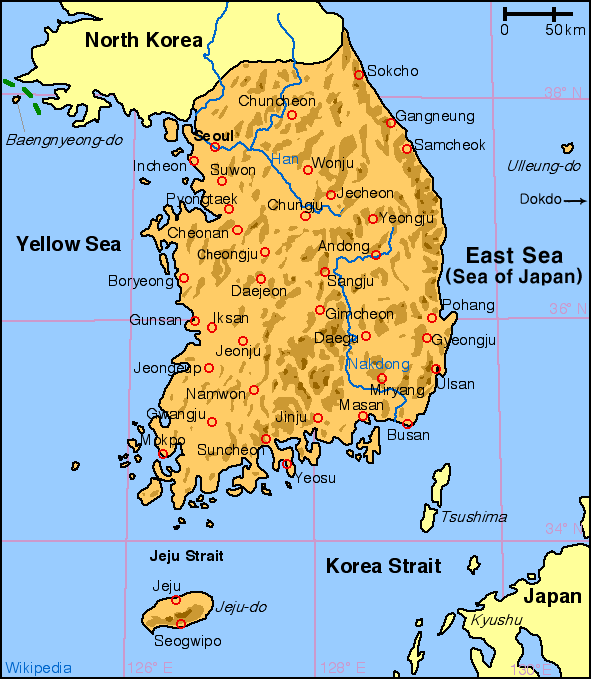
Coreea de Sud

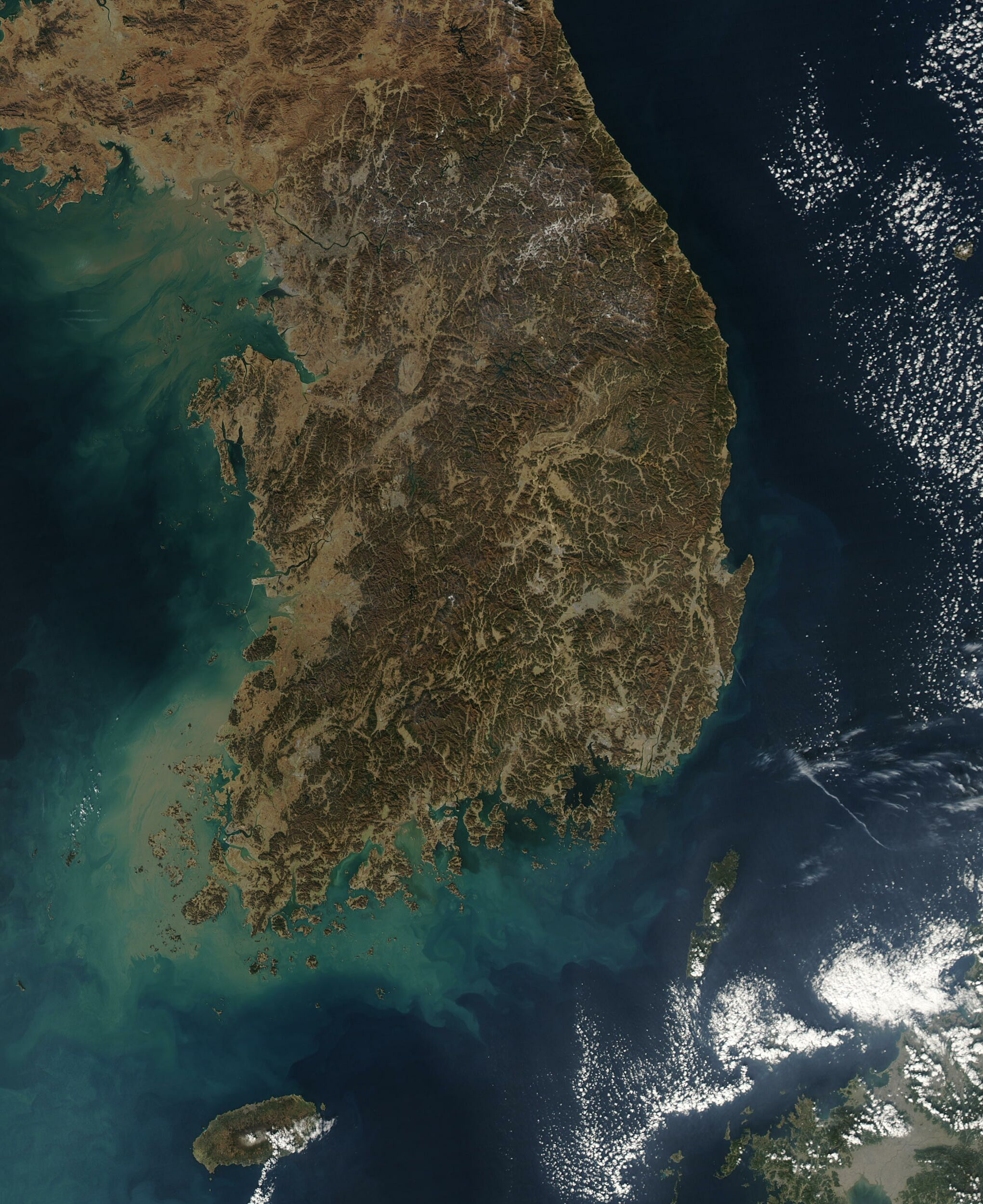
Imagine satelitară a Coreei de Sud

Coreea de Sud ocupă teritoriul sudic al Peninsulei Coreea, care pătrunde în mare aproximativ 1.100 km. Această peninsulă muntoasă este înconjurată la vest de Marea Galbenă, la est de Marea Japoniei și în sud de Strâmtoarea Coreea și Marea Chinei de Est. Suprafața totală a țării este de 100.210 km².
Coreea de Sud poate fi împărțită în patru mari regiuni: 
- partea estică cu munți înalți și câmpii litorale înguste;
- partea vestică cu vaste câmpii litorale, râuri și dealuri domoale;
- partea sud-vestică cu munți și văi;
- partea sud-estică dominată de întinsul bazin al râului Nakdong.

Teritoriul țării este predominant muntos și este, în mare parte, neutilizabil în agricultură. Zonele de șes constituie doar 30% din suprafața totală.
Aproape 3.000 de insule, majoritatea nelocuite, aflate pe coasta vestică și estică, intră în componența teritoriului Coreei de Sud. Insula Jeju se află la aproximativ 100 kilometri sud în largul Mării Chinei de Est. Este cea mai mare insulă, cu o suprafață de 1.845 km². Aici se atinge cea mai ridicată altitudine, de 1.950 metri, pe vulcanul stins Halla-san. Alte insule mai sunt Ulleungdo și Stâncile Liancourt, care este situată la cea mai mare distanță în largul mării dintre toate insulele, precum și Insula Marado, care este cel mai sudic punct. Stâncile Liancourt sunt una dintre numeroasele insule disputate cu Japonia, iar Ulleungdo este nelocuită.

### Hidrografie
Râurile din Coreea de Sud sunt scurte și repezi. Ele sunt folosite mult pentru irigații și pentru crearea hidroelectricității, dar au o valoare limitată pentru navigație. Cele mai importante râuri sunt: Taedong, Han și Kum, în partea centrală a țării și Nakdong, cel mai lung râu din Coreea de Sud, situat în sud-est.

### Faună și floră
Vegetația corespunde florei manciuriene apărute la contactul dintre pădurile temperate boreale (taigaua) și vegetația subtropicală și tropicală meridională. Pădurile ocupă în ansamblu peste 70% din suprafața peninsulei. De mare valoare economică sunt: cedrul coreean, molidul negru și cel argintiu, pinul roșu, stejarul, teiul castaniu, dafinul, stejarul semperviriscent, ginkgo, bambusul etc.
Fauna este diversă și cuprinde unele specii de interes cinegetic: tigrul de Ussuri, pantera, ursul brun, ursul negru, lupul roșu, jderul cu gușă galbenă, pisica sălbatică, cerbul comun, cerbul pătat, elanul, veverița, iepurele, fazanii etc.

### Climă
Clima este temperată cu precipitații bogate în timpul verii și ierni care pot fi foarte friguroase. În Seul, temperatura medie a lunii ianuarie variază între -7 și +1 °C, iar temperatura medie a lunii iulie variază între 22 și 29 °C. În partea de sud, temperaturile sunt mai ridicate iarna și mult mai scăzute în depresiunile intramontane. Cantitatea de precipitații este concentrată între lunile de vară, din iunie până în septembrie. Coasta de sud este locul unde se produc taifunurile târzii, cu vânturi puternice și precipitații abundente. Precipitațiile medii anuale sunt cuprinse între 1.370 mm/m2 la Seul și 1.470 mm/m2 la Busan.

## Demografie
Populația Coreei de Sud este de 51,703,779 de locuitori în 2024, fiind totodată printre statele cu cele mai mari densități din lume. Populația este compusă în special din coreeni, iar minoritățile cele mai mari sunt chinezi han, japonezi și mongoli. Peste 80% din populația Coreei de sud locuiește la oraș.

### Religie

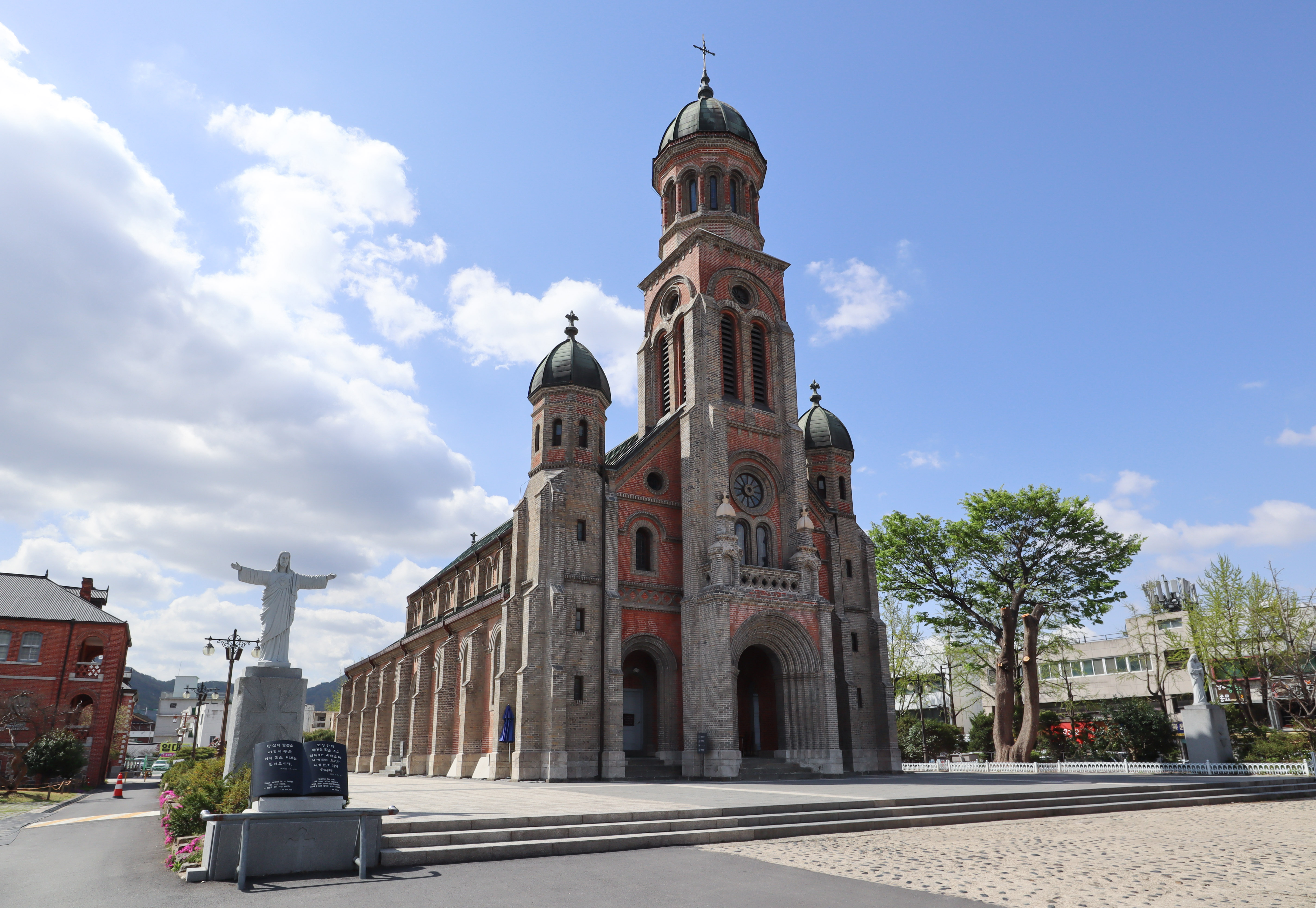
en, construită în stil neobizantin

Principalele religii sunt: budismul și creștinismul (protestantismul și romano-catolicismul). Adoptată ca ideologie de stat de către dinastia Joseon, confucianismul este mai degrabă un sistem de etică decât unul religios, subliniind importanța fidelității, respectului pentru părinți și a altor virtuți.
Creștinismul din Coreea a fost confruntat cu mai multe valuri de persecuții, în special în secolul al XIX-lea.

### Limbă
Limba oficială este coreeana. Este o limbă izolată (adică, nu este înrudită genealogic cu nicio altă limbă), chiar dacă unii lingviști consideră că face parte din familia altaică. Este considerată ca fiind înrudită cu japoneza. Înainte de a avea o scriere proprie, era scrisă folosind hanja (ideograme chinezești pronunțate în coreeană). În secolul al XV-lea, un sistem de scris propriu, numit hangul, a fost inventat la cererea regelui Sejong cel Mare.

### Educație
Coreenii manifestă un deosebit respect față de educație, având un sistem excelent de bine pus la punct; dovadă fiind numărul mare de muncitori calificați în toate domeniile. Acestea au dus la o creștere economică rapidă a țării.
Sistemul de școlarizare este compus din grădiniță (de la 1 la 3 ani), școală primară (6 ani), școală secundară (3 ani), liceu (3 ani) și universitate. 

## Politică
Conform Constituției adoptate la 25 februarie 1988, Coreea de Sud este republică prezidențială, unde președintele și Cabinetul (Consiliul de Stat) exercită puterea executivă, iar Parlament Unicameral (Adunarea Națională) cea legislativă. Mandatul președintelui este de 5 ani, acesta fiind ales prin vot direct. Cele mai importante partide politice sunt: Minju-dang („Partidul Democrat”), Jaju Seonjin-dang („Partidul Liberal Progresist”), Mirae Himang Yeon-dae („Alianța Speranței Pentru Viitor”), Hannara-dang („Partidul Marii Națiuni”)

### Organizare administrativ-teritorială
Teritoriul țării este împărțit în 8 provincii, o provincie autonomă, 6 orașe metropolitane și un oraș special (Seul) și un oraș autonomă (Sejong). Cel mai mare oraș este Seul, care are o populație de 10.464.051 de locuitori (25 de milioane locuitori cu tot cu zona metropolitană).

Principalele provincii

Diviziunile majore în Coreea de Sud sunt provinciile, orașele metropolitane (orașe ce se bucură de o autonomie de conducere și care nu sunt parte constituentă a unei provincii) și orașul special.
| 1                                       | Seul                                      | 서울특별시     | 서울特別市     | 10.421.782 |
| Orașe metropolitane (Gwangyeoksi)a      |                                           |                |                |            |
| 2                                       | Busan                                     | 부산광역시     | 釜山廣域市     | 3.635.389  |
| 3                                       | Daegu                                     | 대구광역시     | 大邱廣域市     | 2.512.604  |
| 4                                       | Incheon                                   | 인천광역시     | 仁川廣域市     | 2.628.000  |
| 5                                       | Gwangju                                   | 광주광역시     | 光州廣域市     | 1.415.953  |
| 6                                       | Daejeon                                   | 대전광역시     | 大田廣域市     | 1.442.857  |
| 7                                       | Ulsan                                     | 울산광역시     | 蔚山廣域市     | 1.087.958  |
| Provincii (Do)a                         |                                           |                |                |            |
| 8                                       | Gyeonggi-do                               | 경기도         | 京畿道         | 10.415.399 |
| 9                                       | Gangwon-do                                | 강원도         | 江原道         | 1.592.000  |
| 10                                      | Chungcheongbuk-do (Chungcheongul de Nord) | 충청북도       | 忠淸北道       | 1.462.621  |
| 11                                      | Chungcheongnam-do (Chungcheongul de Sud)  | 충청남도       | 忠淸南道       | 1.840.410  |
| 12                                      | Jeollabuk-do (Jeolla de Nord)             | 전라북도       | 全羅北道       | 1.890.669  |
| 13                                      | Jeollanam-do (Jeolla de Sud)              | 전라남도       | 全羅南道       | 1.994.287  |
| 14                                      | Gyeongsangbuk-do (Gyeongsangul de Nord)   | 경상북도       | 慶尙北道       | 2.775.890  |
| 15                                      | Gyeongsangnam-do (Gyeongsangul de Sud)    | 경상남도       | 慶尙南道       | 2.970.929  |
| Provincie autonomă (Teukbyeoljachi-do)a |                                           |                |                |            |
| 16                                      | Jeju-teukbyeoljachido                     | 제주특별자치도 | 濟州特別自治道 | 560.000    |
| Oraș autonomă (Teukbyeoljachi-si)a      |                                           |                |                |            |
| 17                                      | Sejong-teukbyeoljachisi                   | 세종특별자치시 | 世宗特別自治市 | 113.117    |

a Romanizare revizuită

## Economie

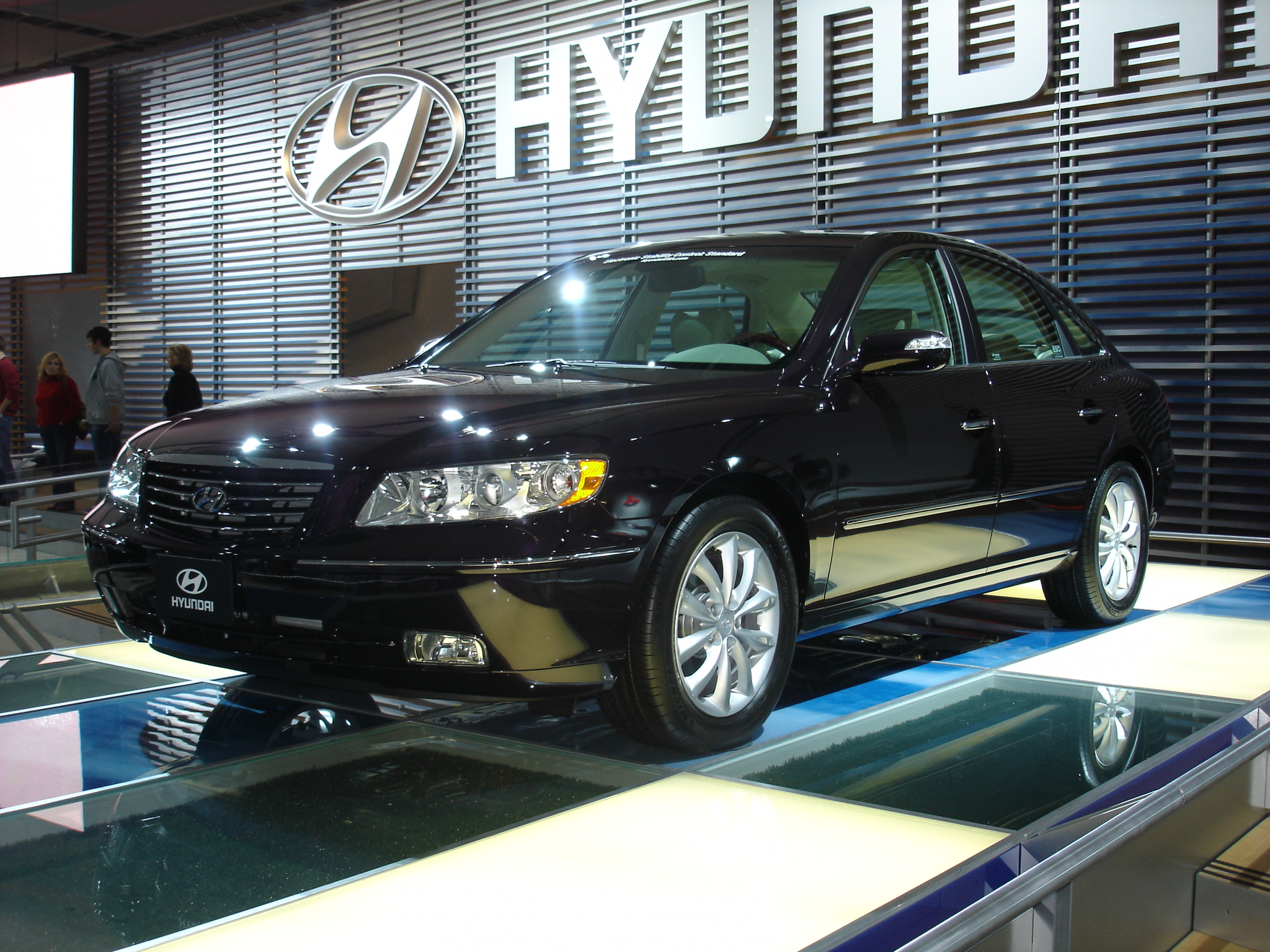
Automobil Hyundai

După cel de-al Doilea Război Mondial, Statele Unite ale Americii au sprijint economia sud-coreeană.
Coreea de Sud este o putere economică la nivel mondial și face parte din categoria țărilor dezvoltate. Are a douăsprezecea economie la nivel mondial și a treia în Asia, după Japonia și China. Cel mai mare partener comercial și de export al Coreei de Sud este, astăzi, China. Țara a avut o creștere economică rapidă datorită exporturilor de produse finite, fiind una din cei Patru Tigri Asiatici. 

### Industrie
Cele mai importante ramuri ale industriei sunt construcția de automobile, de semiconductoare, de electronice (Samsung și LG Electronics), de nave și industria siderurgică.
Petrolul extras din Insula Jeju este prelucrat în rafinăriile de la Yosu și Ulsan. În industria siderurgică sunt folosite minereuri de fier extrase de la Chongju și Yangyang, cărbuni cocsificabili extrași, în special, de la Samchock și lemn. Cele mai mari centre siderurgice sunt Inchon și Insula Jeju. Principalele produse chimice sunt acidul sulfuric, soda caustică și soda calcinată, îngrășămintele azotoase și chimice, concentratele complexe și produsele petrochimice (cauciuc, mase plastice, etc), care se produc, în special, la cel mai mare centru petrochimic, cel de la Ulsan. În domeniul construcției de automobile, țara se află pe locul al cincilea pe glob, cei mai mari producători fiind Hyundai și Kia Motors. 

### Agricultură
Agricultura polarizează 12% din populația activă, dar, deși este foarte productivă, nu asigură necesarul intern. Pe jumătate din suprafața agricolă se cultivă orezul, pe 11% din terenuri orz, iar pe restul se mai cultivă batate (cartofi dulci), tutun și soia. Pescuitul reprezintă, la rândul său, o altă ramură importantă, plasând Coreea de Sud pe locul 9 în lume.

### Comerț
Comerțul exterior a crescut mult în anii '60, ducând la dezvoltarea economică a acestui stat. Coreea de sud își exportă produsele în SUA, Republica Populară Chineză, Japonia și Republica China (Taiwan), etc. Coreea de Sud exportă: textile, utilaje, nave, produse electrotehnice, automobile, articole de cauciuc, conserve de pește și porțelan, iar principalele produse importate sunt: petrolul, produsele petrochimice, produsele chimice, materiile prime, mașini și utilaje.

### Transport și infrastructură
Sunt bine dezvoltate, principala cale ferată leagă orașele Seul, Daejeon, Daegu și Busan. Coreea de Sud are 11 mari porturi și 4 mari aeroporturi. Și comunicațiile sunt bine dezvoltate, Coreea de Sud are 84 stații de radio AM și 53 de stații FM. Coreea de Sud este un mare producător de telefonie mobilă, principalele companii sunt LG și Samsung.

### Turism
Turismul din Coreea de Sud se referă la industria turistică din Republica Coreea. În anul 2012, 11,1 milioane de turiști străini au vizitat Coreea de Sud, făcând-o a 20-a cea mai vizitată țară din lume și a 6-a cea mai vizitată din Asia. Majoritatea turiștilor non-coreeni provin din alte părți ale Asiei de Est, cum ar fi Japonia, China, Taiwan și Hong Kong. Recenta popularitate a culturii populare coreene, adesea cunoscută sub numele de "valul coreean", a crescut în aceste țări sosirile turiștilor. Seul este principala destinație turistică pentru vizitatori; destinațiile turistice populare din afară Seulului includ parcul național Seorak-san, orașul istoric Gyeongju și insula subtropicală Jeju.

## Cultură

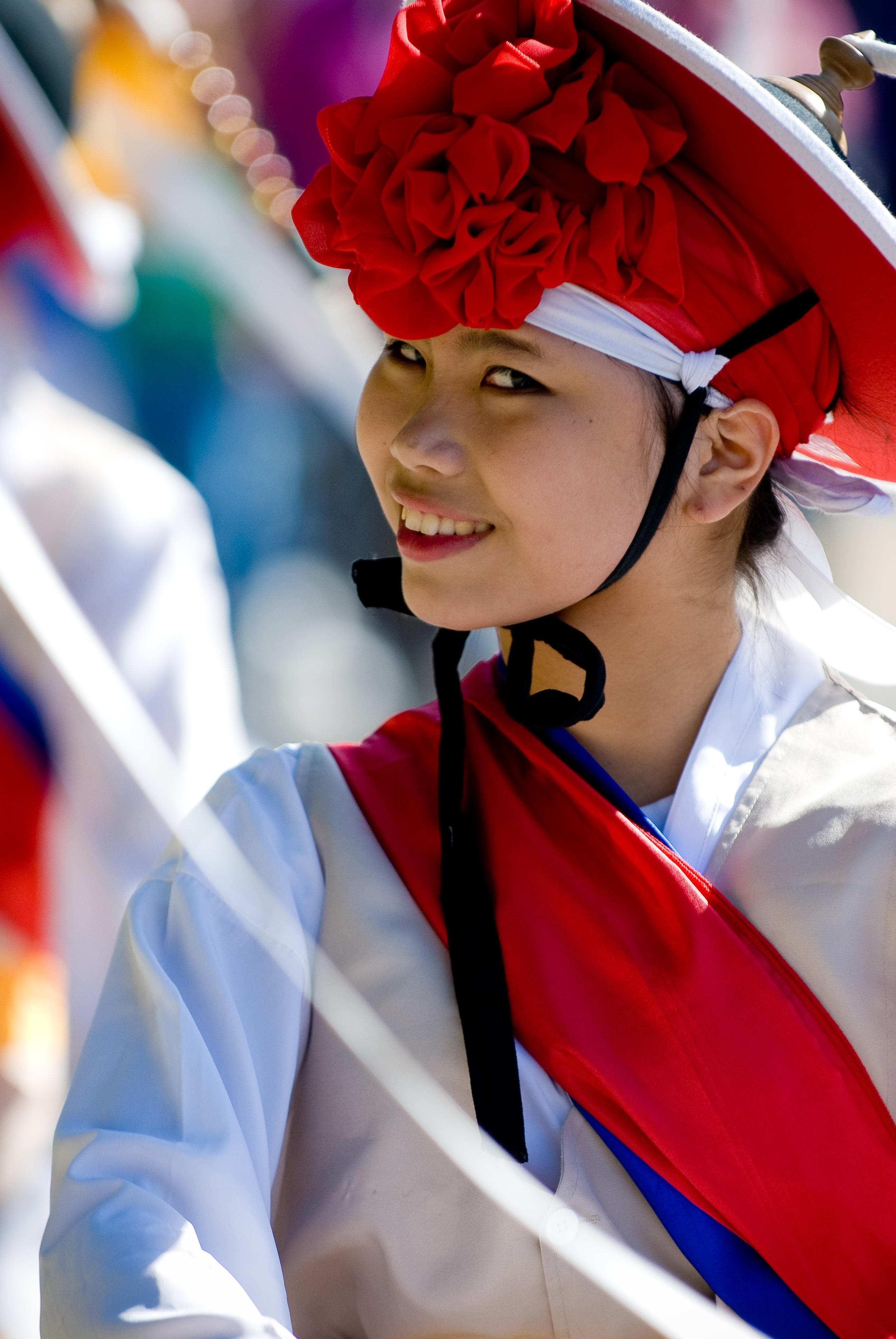
O tânără coreeancă participând la dansurile tradiționale din cadrul ediției din 2008 a Paradei festivalului autumnal Yongsan (용산 가을축제) din Seul.

### Arhitectură și arte plastice
Artele și cultura Coreei au fost puternic influențate de-a lungul anilor de contactul cu China. Budismul, care a dominat viața coreeană din secolul VII până în secolul XII, a influențat mult artele. Multe temple budiste, mănăstiri, morminte sfinte, palate și alte opere de artă ajută la dezvoltarea turismului Coreei de Sud. În timpul dinastiei Goryeo au fost construite numeroase opere de artă. Poveștile populare, muzica, poezia și teatrul, toate fac parte din tradiția budistă și confuciană.

### Patrimoniu cultural
Până în prezent, Coreea numără un total de 38 de articole de patrimoniu; Locuri de Patrimoniu Mondial, Opere de artă din Patrimoniul Oral și Imaterial al Umanității, ori au fost incluse în registrul UNESCO al Memoriei Lumii. Printre acestea se numără: Palatul Changdeokgung, Altarul Jongmyo, Fortăreața Hwaseong din Suwon, Mormintele Regale ale Dinastiei Joseon, Fortăreața Namhansanseong, ș.a.

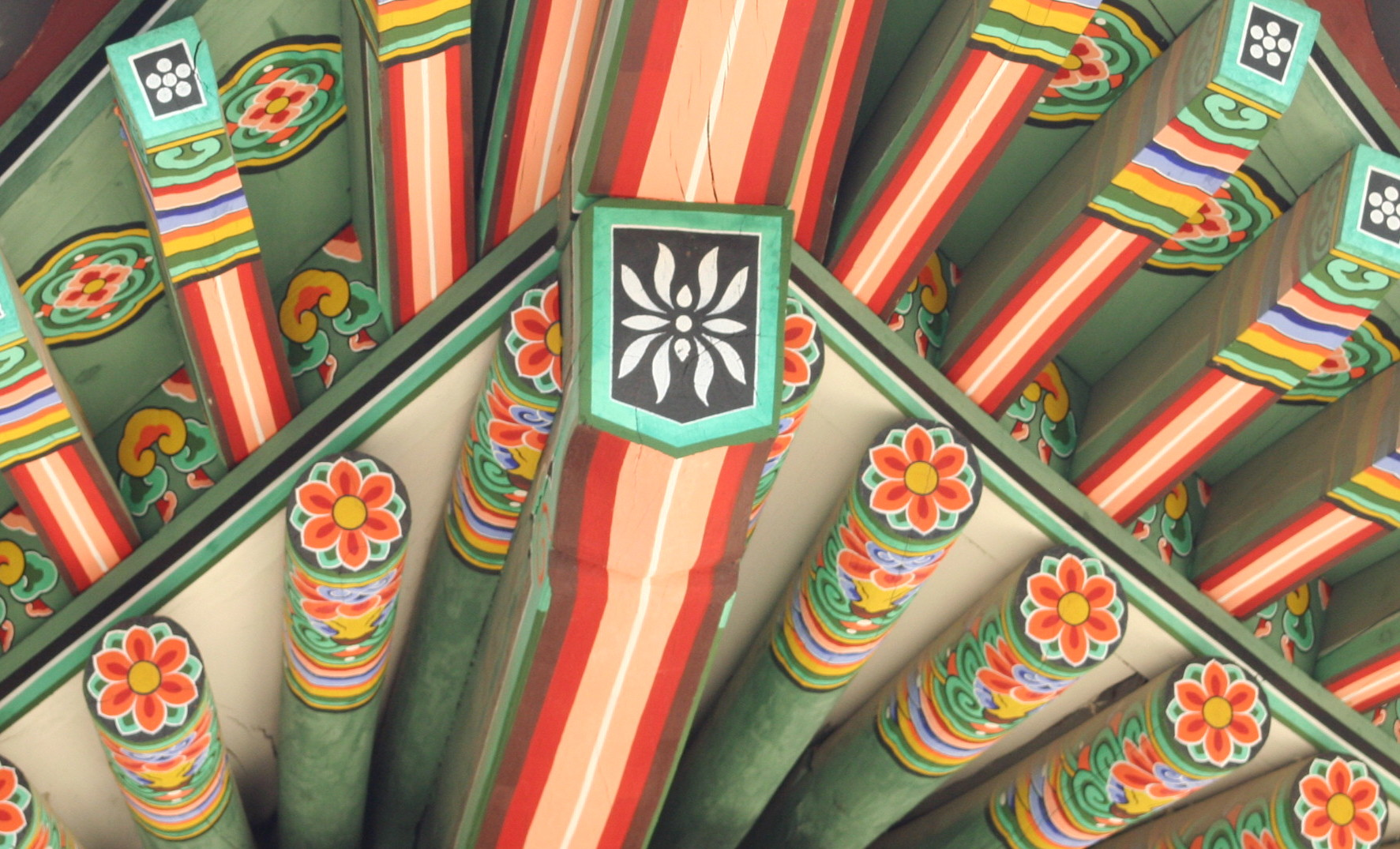
Palatul Changdeokgung.

### Cinematografie și televiziune
Principalele posturi de televiziune din Coreea de Sud sunt MBC, SBS și KBS, ultima dintre ele este televiziunea națională sud-coreeană. Aceste posturi de televiziune au regizat filme și seriale care s-au bucurat de mari succese pe plan internațional. Dezvoltarea industriei filmului s-a accentuat după Războiul din Coreea de atunci și până în 1972, filmul sud-coreean a trăit așa-numita epocă de aur. În ultimii ani, mai multe filme și mai mulți regizori și actori din Coreea de Sud au reușit să obțină premii la festivaluri internaționale. Filmele și serialele sud-coreene au fost difuzate în mai multe state precum: Japonia, Republica Populară Chineză, Vietnam, Australia, România, Bosnia și Herțegovina, Kazahstan, etc.

### Hallyu (Valul Coreean)
Hallyu sau ”Valul Coreean” este un termen larg folosit pentru a descrie popularitatea culturii coreene și a divertismentului dincolo de granițele Coreei. A apărut pentru prima oară în anul 1992 după ce Coreea a intrat în relații diplomatice cu China; serialele TV alături de muzica pop s-au bucurat de o enormă popularitate în comunitățile vorbitoare de chineză. 
Hallyu a ajuns în Japonia în anul 2003, atunci când serialul KBS ”Sonată de Iarnă” a fost difuzat prin NKH. Drama s-a bucurat de un real succes, iar protagonistul său masculin, Bae Yong Joon într-un nume de talie mondială.
Valul Coreean s-a extins la cultură, tradiție, mâncare, limbă și literatură, creând din ce în ce mai multă frenezie. 
Domeniul care se află în creșterea cea mai rapidă este K-Pop-ul din secolul XXI sau muzica pop coreană. Cel mai bine reprezentată la nivel mondial de melodia lui Psy, Gangnam Style(2012).
Acest fapt a dus la nașterea grupurilor de Idoli K-pop, care au dominat piața muzicii pop din Asia:Stray Kids, BTS, Blackpink, TWICE, TVXQ, Super Junior, Big Bang, 2NE1, Girls Generation, LOONA, 2PM, Wonder Girls,etc. 
În anul 2011 artiștii de la SM Entertainment au pus în scenă un concert comun în Le Zenith din Paris. Acesta a fost considerat un eveniment important în ceea ce privește aprecierea artiștilor coreeni în Europa. În același an au avut loc concerte ale JYJ în Spania și Germania, artiștii de la CUBE Entertainment au concertat în Marea Britanie și Brazilia, iar Girls Generation la Madison Square Garden din New York.